# Cổ giải phẫu của xương cánh tay
Cổ giải phẫu của xương cánh tay là chi tiết giải phẫu nằm chéo, tạo thành một góc tù với thân xương cánh tay. Đây là nơi hợp lại của đĩa sụn tiếp hợp (epiphyseal plate, là khu vực tăng trưởng trong một xương dài).

## Cấu trúc giải phẫu
Cổ giải phẫu nằm giữa phần đầu của xương cánh tay với củ lớn và củ bé của xương cánh tay. Cổ giải phẫu là nơi bám của dây chằng bao khớp của khớp vai, ngoại trừ mặt trên và dưới thuộc phía trong của cổ giải phẫu. 

## Một số hình ảnh

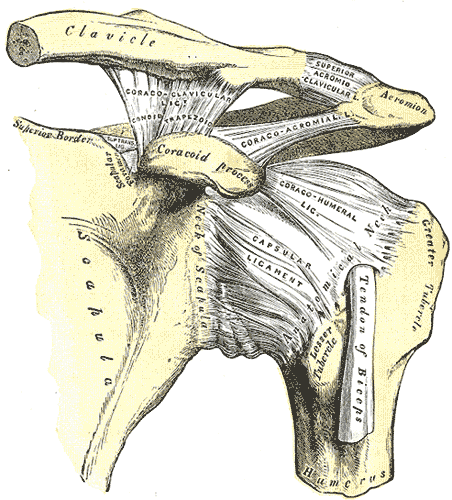
Khớp cùng đòn, dây chằng vai riêng và xương vai bên trái
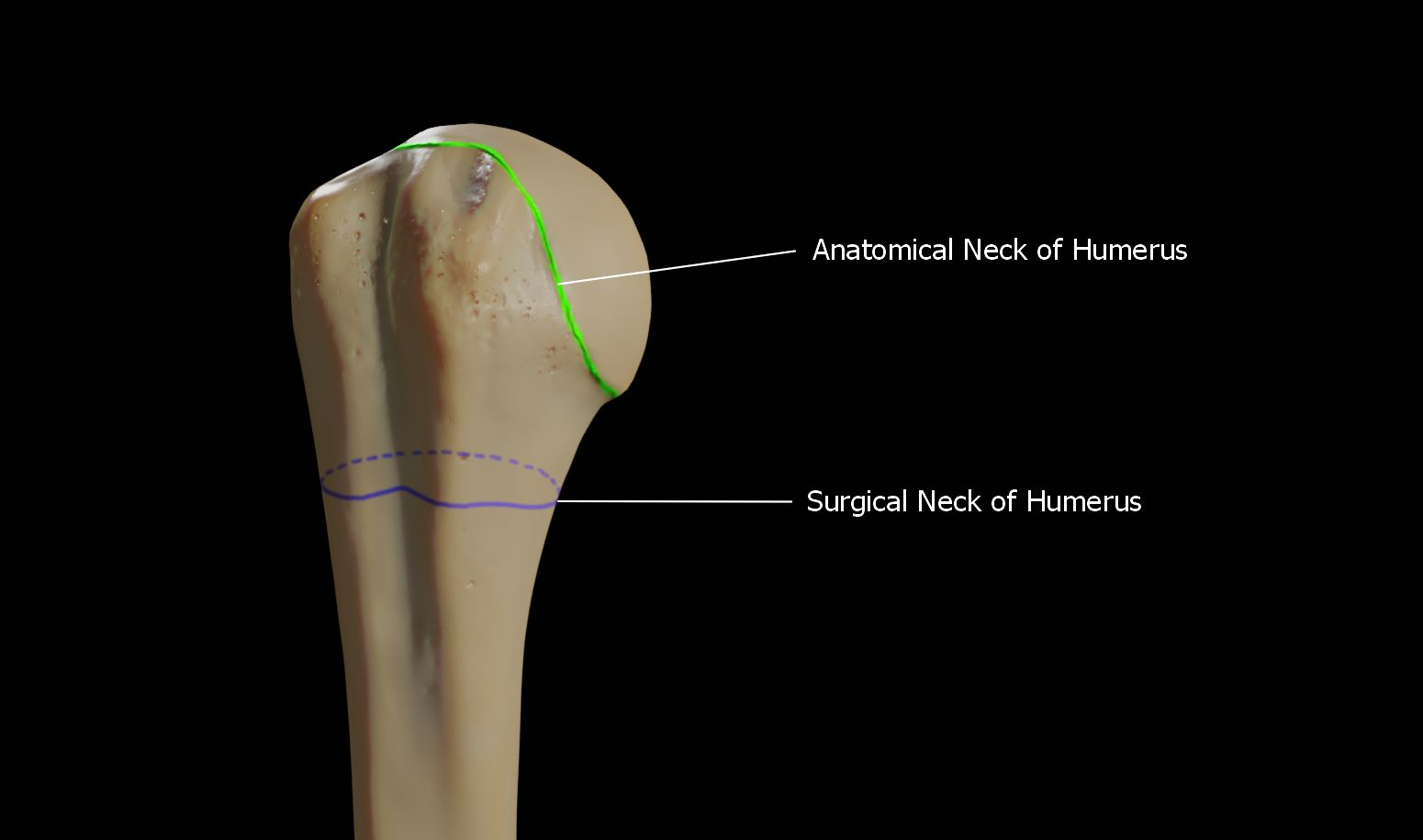
Sự khác nhau giữa cổ giải phẫu (anatomical neck) và cổ phẫu thuật (surgical neck) của xương cánh tay

1. ↑  "Wheeless anatomic neck of humerus". Truy cập ngày 8 tháng 6 năm 2016.